# Alojzy Józef Peisert
Alojzy Józef Peisert, ps. „Olaf” (ur. 21 sierpnia 1921 w Chełmnie, zm. 7 lutego 1992) – polski wojskowy, żołnierz Armii Krajowej.
Urodził się w rodzinie niemieckich osadników, jako syn Józefa i Jadwigi Kwiczor. W przeciwieństwie do jego ojca czuł się Polakiem. W 1940 dostał się do Radzymina i rozpoczął naukę w warszawskim Gimnazjum Handlowym, które ukończył w 1943 roku. Następnie pracował jako kelner i szkolił się na kursie podchorążych rezerwy piechoty. Od 6 stycznia 1941 w konspiracji (najpierw w Związku Walki Zbrojnej, później w AK). Biegle mówił po niemiecku, co pozwoliło zdobywać informacje niezbędne dla polskiego podziemia zbrojnego. Uczestnik akcji „Burza” (pełnił w tym czasie funkcję kwatermistrza). Przydzielony do kompanii z rejonu Tłuszcza i Radzymina.
18 sierpnia 1944 aresztowany przez NKWD. Następnie, 30 sierpnia przesłuchiwany i wcielony do Wojska Polskiego. Zdemobilizowany 6 lutego 1946. Odznaczony Krzyżem Armii Krajowej i Medalem Wojska.